# Futbol als Jocs Olímpics d'Estiu de 2008

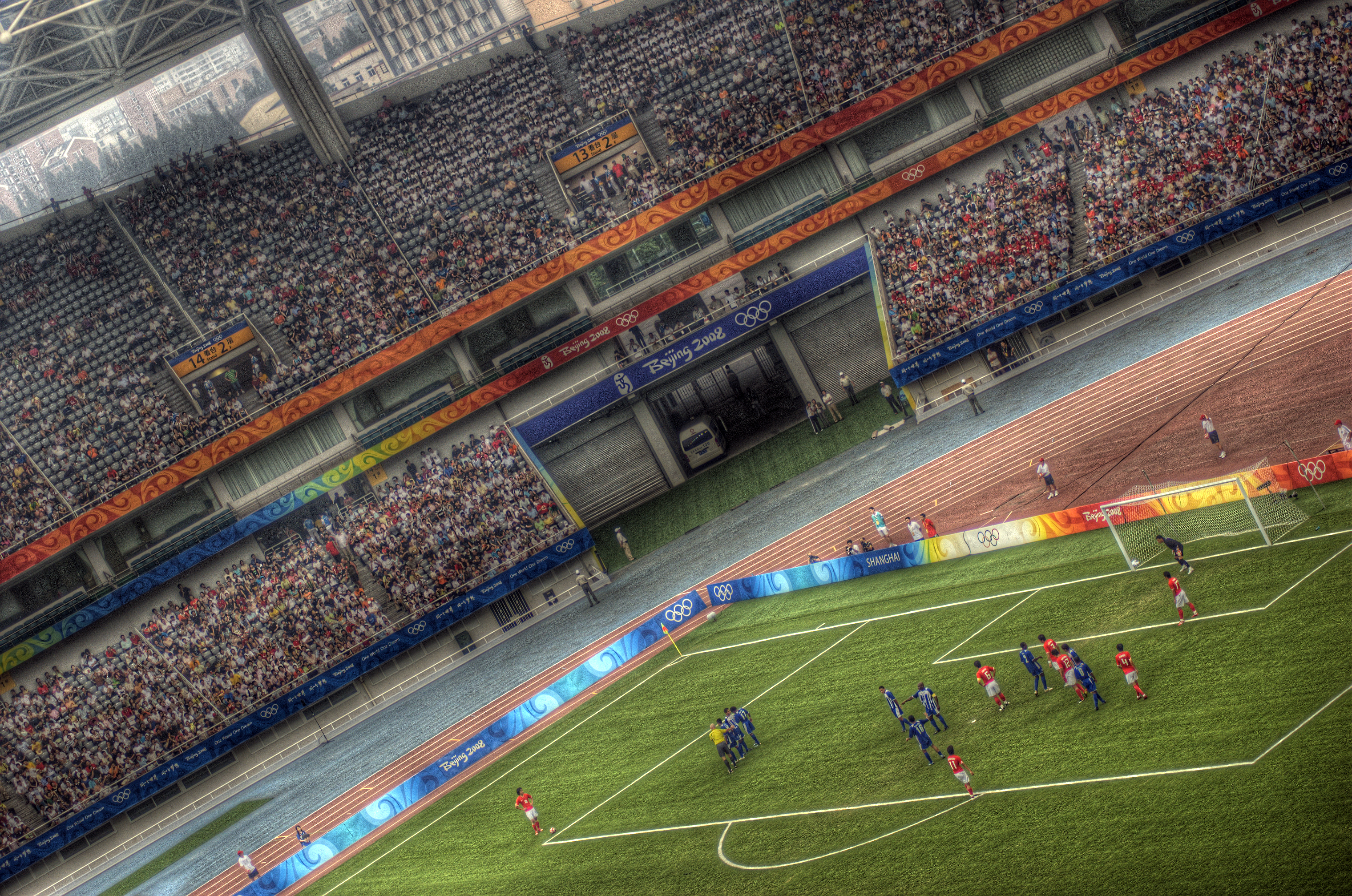
Partit entre Corea i Hondures de la competició de futbol dels jocs.

La competició de futbol dels Jocs Olímpics d'Estiu 2008 es va jugar a Pequín i altres ciutats de la Xina des del 6 al 24 d'agost de 2008.

## Seus
- Pequín: Estadi Nacional de Pequín
- Pequín: Estadi Olympic Sports Center
- Pequín: Estadi Workers'
- Qinghuangdao: Estadi Olímpic de Qinhuangdao
- Shanghai: Estadi de Shanghai
- Shenyang: Estadi Olímpic de Shenyang
- Tianjin: Estadi Olímpic de Tianjin

## Calendari de classificació

### Masculí
| Futbol Masculí                     | Data                        | Seu           | Places | Classificat                         |
| ---------------------------------- | --------------------------- | ------------- | ------ | ----------------------------------- |
| País amfitrió                      | -                           | -             | 1      | Xina                                |
| Preolímpic AFC                     | Febrer 2006 - Novembre 2007 | -             | 3      | Austràlia Corea Japó                |
| Preolímpic CAF                     | Setembre 2006 - Març 2008   | -             | 3      | Camerun Costa d'Ivori Nigèria       |
| Preolímpic CONCACAF                | Agost 2007 - Març 2008      | Estats Units  | 2      | Hondures Estats Units               |
| Campionat Juvenil Sud-americà 2007 | 7 - 28 de gener, 2007       | Paraguai      | 2      | Brasil Argentina                    |
| Preolímpic OFC                     | 1 - 9 de març, 2008         | Fiji          | 1      | Nova Zelanda                        |
| Campionat Sub-21 UEFA 2007         | 10 - 23 de juny, 2007       | Països Baixos | 4      | Països Baixos Sèrbia Bèlgica Itàlia |
| TOTAL                              |                             |               | 16     |                                     |

### Femení
| Futbol Femení                       | Data                                             | Seu                      | Places | Classificat         |
| ----------------------------------- | ------------------------------------------------ | ------------------------ | ------ | ------------------- |
| País amfitrió                       | -                                                | -                        | 1      | Xina                |
| Preolímpic AFC                      | Febrer 2007 - Agost 2007                         | -                        | 2      | Japó Corea del Nord |
| Preolímpic CAF                      | Octubre 2006 - Març 2008                         | -                        | 1      | Nigèria             |
| Preolímpic CONCACAF                 | Octubre 2007 - Abril 2008                        | Ciudad Juárez            | 2      | Estats Units Canadà |
| Campionat Sud-americà femení 2006   | 10 - 26 de novembre, 2006                        | Mar del Plata            | 1      | Argentina           |
| Preolímpic OFC                      | 25 d'agost - 7 de setembre, 2007 8 de març, 2008 | Apia Port Moresby        | 1      | Nova Zelanda        |
| Copa del Món de Futbol Femení 2007  | 10 - 30 de setembre, 2007                        | Xina                     | 2      | Alemanya Noruega    |
| Playoff UEFA (Dinamarca-Suècia)     | 8 - 28 de novembre, 2007                         | Viborg (Dinamarca) Solna | 1      | Suècia              |
| Playoff CAF-CONMEBOL (Ghana-Brasil) | 19 d'abril, 2008                                 | Pequín                   | 1      | Brasil              |
| TOTAL                               |                                                  |                          | 12     |                     |

## Resultats
| Categoria | Or | Plata | Bronze |
| Femenina  | Estats Units · Hope Solo · Heather Mitts · Christie Rampone · Rachel Buehler · Lindsay Tarpley · Natasha Kai · Shannon Boxx · Amy Rodriguez · Heather O'Reilly · Aly Wagner · Carli Lloyd · Lauren Cheney · Tobin Heath · Stephanie Cox · Kate Markgraf · Angela Hucles · Lori Chalupny · Nicole Barnhart · Ent.: Pia Sundhage                                                   | Brasil · Andréia · Simone · Andreia Rosa · Tânia · Renata Costa · Maycon · Daniela · Formiga · Ester · Marta · Cristiane · Bárbara · Franciele · Pretinha · Fabiana · Erika · Maurine · Rosana · Ent.: Jorge Luiz Barcellos | Alemanya · Nadine Angerer · Kerstin Stegemann · Saskia Bartusiak · Babett Peter · Annike Krahn · Linda Bresonik · Melanie Behringer · Sandra Smisek · Birgit Prinz · Renate Lingor · Anja Mittag · Ursula Holl · Célia Okoyino da Mbabi · Simone Laudehr · Fatmire Bajramaj · Conny Pohlers · Ariane Hingst · Kerstin Garefrekes · Ent.: Silvia Neid |
| Masculina | Argentina · Oscar Ustari · Ezequiel Garay · Luciano Fabián Monzón · Pablo Zabaleta · Fernando Gago · Federico Fazio · José Ernesto Sosa · Éver Banega · Ezequiel Lavezzi · Juan Román Riquelme · Ángel Di María · Nicolás Pareja · Lautaro Acosta · Javier Mascherano · Lionel Messi · Sergio Agüero · Diego Buonanotte · Sergio Romero · Nicolas Navarro · Ent.: Sergio Batista | Nigèria · Ambruse Vanzekin · Chibuzor Okonkwo · Onyekachi Apam · Dele Adeleye · Monday James · Chinedu Obasi · Sani Kaita · Victor Nsofor Obinna · Promise Isaac · Solomon Okoronkwo · Oluwafemi Ajilore · Olubayo Adefemi · Peter Odemwingie · Efe Ambrose · Victor Anichebe · Emmanuel Ekpo · Ikechukwu Ezenwa · Oladapo Olufemi · Ent.: Samson Siasia | Brasil · Diego Alves · Renan · Rafinha · Alex Silva · Thiago Silva · Marcelo · Ilsinho · Breno · Hernanes · Anderson · Lucas · Ronaldinho · Ramires · Diego · Thiago Neves · Alexandre Pato · Rafael Sóbis · Jô · Ent.: Dunga |

1. ↑  Reemplaçà Oscar Ustari, lesionat durant la competició.

## Medaller
| Pos. | Comitè Olímpic | Or | Plata | Bronze | Total |
| 1    | Estats Units   | 1  | 0     | 0      | 1     |
| 1    | Argentina      | 1  | 0     | 0      | 1     |
| 3    | Brasil         | 0  | 1     | 1      | 2     |
| 4    | Nigèria        | 0  | 1     | 0      | 1     |
| 5    | Alemanya       | 0  | 0     | 1      | 1     |

## Competició masculina

### Fase de grups

#### Grup A
| Equip         | J | G | E | P | GF | GC | Dif | Pts |
| ------------- | - | - | - | - | -- | -- | --- | --- |
| Argentina     | 3 | 3 | 0 | 0 | 5  | 1  | +4  | 9   |
| Costa d'Ivori | 3 | 2 | 0 | 1 | 6  | 4  | +2  | 6   |
| Austràlia     | 3 | 0 | 1 | 2 | 1  | 3  | -2  | 1   |
| Sèrbia        | 3 | 0 | 1 | 2 | 3  | 7  | -4  | 1   |

| Austràlia | 1-1 (0-0) | Sèrbia |
| --------- | --------- | ------ |
|           |           |        |

 Shanghai Stadium, Shanghai
| Costa d'Ivori | 1-2 (0-1) | Argentina |
| ------------- | --------- | --------- |
|               |           |           |

 Shanghai Stadium, Shanghai
| Argentina | 1-0 (0-0) | Austràlia |
| --------- | --------- | --------- |
|           |           |           |

 Shanghai Stadium, Shanghai
| Sèrbia | 2-4 (1-2) | Costa d'Ivori |
| ------ | --------- | ------------- |
|        |           |               |

 Shanghai Stadium, Shanghai
| Costa d'Ivori | 1-0 (0-0) | Austràlia |
| ------------- | --------- | --------- |
|               |           |           |

 Tianjin Olympic Centre Stadium, Tianjin
| Argentina | 2-0 (1-0) | Sèrbia |
| --------- | --------- | ------ |
|           |           |        |

 Beijing Workers' Stadium, Pequín

#### Grup B
| Equip         | J | G | E | P | GF | GC | Dif | Pts |
| ------------- | - | - | - | - | -- | -- | --- | --- |
| Nigèria       | 3 | 2 | 1 | 0 | 4  | 2  | +2  | 7   |
| Països Baixos | 3 | 1 | 2 | 0 | 3  | 2  | +1  | 5   |
| Estats Units  | 3 | 1 | 1 | 1 | 4  | 4  | +0  | 4   |
| Japó          | 3 | 0 | 0 | 3 | 1  | 4  | -3  | 0   |

| Japó | 0-1 (0-0) | Estats Units |
| ---- | --------- | ------------ |
|      |           |              |

 Tianjin Olympic Centre Stadium, Tianjin
| Països Baixos | 0-0 | Nigèria |
| ------------- | --- | ------- |
|               |     |         |

 Tianjin Olympic Centre Stadium, Tianjin
| Nigèria | 2-1 (0-0) | Japó |
| ------- | --------- | ---- |
|         |           |      |

 Tianjin Olympic Centre Stadium, Tianjin
| Estats Units | 2-2 (0-1) | Països Baixos |
| ------------ | --------- | ------------- |
|              |           |               |

 Tianjin Olympic Centre Stadium, Tianjin
| Països Baixos | 1-0 (0-0) | Japó |
| ------------- | --------- | ---- |
|               |           |      |

 Shenyang Olympic Stadium, Shenyang
| Nigèria | 2-1 (1-0) | Estats Units |
| ------- | --------- | ------------ |
|         |           |              |

 Beijing Workers' Stadium, Pequín

#### Grup C
| Equip        | J | G | E | P | GF | GC | Dif | Pts |
| ------------ | - | - | - | - | -- | -- | --- | --- |
| Brasil       | 3 | 3 | 0 | 0 | 9  | 0  | +9  | 9   |
| Bèlgica      | 3 | 2 | 0 | 1 | 3  | 1  | +2  | 6   |
| Xina         | 3 | 0 | 1 | 2 | 1  | 6  | -5  | 1   |
| Nova Zelanda | 3 | 0 | 1 | 2 | 1  | 7  | -6  | 1   |

| Brasil | 1-0 (0-0) | Bèlgica |
| ------ | --------- | ------- |
|        |           |         |

 Shenyang Olympic Stadium, Shenyang
| Xina | 1-1 (0-0) | Nova Zelanda |
| ---- | --------- | ------------ |
|      |           |              |

 Shenyang Olympic Stadium, Shenyang
| Nova Zelanda | 0-5 (0-2) | Brasil |
| ------------ | --------- | ------ |
|              |           |        |

 Shenyang Olympic Stadium, Shenyang
| Bèlgica | 2-0 (1-0) | Xina |
| ------- | --------- | ---- |
|         |           |      |

 Shenyang Olympic Stadium, Shenyang
| Xina | 0-3 (0-1) | Brasil |
| ---- | --------- | ------ |
|      |           |        |

 Qinhuangdao OSC, Qinhuangdao
| Nova Zelanda | 1-0 (1-0) | Bèlgica |
| ------------ | --------- | ------- |
|              |           |         |

 Shanghai Stadium, Shanghai

#### Grup D
| Equip         | J | G | E | P | GF | GC | Dif | Pts |
| ------------- | - | - | - | - | -- | -- | --- | --- |
| Itàlia        | 3 | 2 | 1 | 0 | 6  | 0  | +6  | 7   |
| Camerun       | 3 | 1 | 2 | 0 | 2  | 1  | +1  | 5   |
| Corea del Sud | 3 | 1 | 1 | 1 | 2  | 4  | -2  | 4   |
| Hondures      | 3 | 0 | 0 | 3 | 0  | 5  | -5  | 0   |

| Hondures | 0-3 (0-2) | Itàlia |
| -------- | --------- | ------ |
|          |           |        |

 Qinhuangdao OSC, Qinhuangdao
| Corea del Sud | 1-1 (0-0) | Camerun |
| ------------- | --------- | ------- |
|               |           |         |

 Qinhuangdao OSC, Qinhuangdao
| Camerun | 1-0 (0-0) | Hondures |
| ------- | --------- | -------- |
|         |           |          |

 Qinhuangdao OSC, Qinhuangdao
| Itàlia | 3-0 (2-0) | Corea del Sud |
| ------ | --------- | ------------- |
|        |           |               |

 Qinhuangdao OSC, Qinhuangdao
| Corea del Sud | 1-0 (1-0) | Hondures |
| ------------- | --------- | -------- |
|               |           |          |

 Shanghai Stadium, Shanghai
| Camerun | 0-0 | Itàlia |
| ------- | --- | ------ |
|         |     |        |

 Tianjin Olympic Centre Stadium, Tianjin

### Fase Final
|  | Quarts de final | Quarts de final |           |        | Semifinals  | Semifinals  |  |  | Final | Final |
|  |                 |                 |           |        |             |             |  |  |       |       |
|  |                 |                 |           |        |             |             |  |  |       |       |
|  |                 |                 |           |        |             |             |  |  |       |       |
|  | Nigèria         | 2               |           |        |             |             |  |  |       |       |
|  | Nigèria         | 2               |           |        |             |             |  |  |       |       |
|  | Costa d'Ivori   | 0               |           |        |             |             |  |  |       |       |
|  | Costa d'Ivori   | 0               | Nigèria   | 4      |             |             |  |  |       |       |
|  |                 |                 | Nigèria   | 4      |             |             |  |  |       |       |
|  |                 | Bèlgica         | 1         |        |             |             |  |  |       |       |
|  | Itàlia          | Bèlgica         | 1         | 2      |             |             |  |  |       |       |
|  | Itàlia          |                 |           | 2      |             |             |  |  |       |       |
|  | Bèlgica         | 3               |           |        |             |             |  |  |       |       |
|  | Bèlgica         | 3               | Nigèria   | 0      |             |             |  |  |       |       |
|  |                 |                 | Nigèria   | 0      |             |             |  |  |       |       |
|  |                 | Argentina       | 1         |        |             |             |  |  |       |       |
|  | Argentina       | Argentina       | 1         | 2      |             |             |  |  |       |       |
|  | Argentina       |                 |           | 2      |             |             |  |  |       |       |
|  | Països Baixos   | 1               |           |        |             |             |  |  |       |       |
|  | Països Baixos   | 1               | Argentina | 3      | Tercer lloc | Tercer lloc |  |  |       |       |
|  |                 |                 | Argentina | 3      | Tercer lloc | Tercer lloc |  |  |       |       |
|  |                 | Brasil          | 0         |        |             |             |  |  |       |       |
|  | Brasil          | Brasil          | 0         | 2      | Bèlgica     | 0           |  |  |       |       |
|  | Brasil          |                 |           | 2      | Bèlgica     | 0           |  |  |       |       |
|  | Camerun         | 0               |           | Brasil | 3           |             |  |  |       |       |
|  | Camerun         | 0               |           |        | 3           |             |  |  |       |       |
|  |                 |                 |           |        |             |             |  |  |       |       |
|  |                 |                 |           |        |             |             |  |  |       |       |

## Competició femenina

### Fase de grups

#### Group E
| Equip     | J | G | E | P | GF | GC | Dif | Pts |
| --------- | - | - | - | - | -- | -- | --- | --- |
| Xina      | 3 | 2 | 1 | 0 | 5  | 2  | +3  | 7   |
| Suècia    | 3 | 2 | 0 | 1 | 4  | 3  | +1  | 6   |
| Canadà    | 3 | 1 | 1 | 1 | 4  | 4  | +0  | 4   |
| Argentina | 3 | 0 | 0 | 3 | 1  | 5  | -4  | 0   |

| Argentina | 1-2 (0-1) | Canadà |
| --------- | --------- | ------ |
|           |           |        |

 Tianjin Olympic Centre Stadium, Tianjin
| Xina | 2-1 (1-1) | Suècia |
| ---- | --------- | ------ |
|      |           |        |

 Tianjin Olympic Centre Stadium, Tianjin
| Suècia | 1-0 (0-0) | Argentina |
| ------ | --------- | --------- |
|        |           |           |

 Tianjin Olympic Centre Stadium, Tianjin
| Canadà | 1-1 (1-1) | Xina |
| ------ | --------- | ---- |
|        |           |      |

 Tianjin Olympic Centre Stadium, Tianjin
| Xina | 2-0 (0-0) | Argentina |
| ---- | --------- | --------- |
|      |           |           |

 Qinhuangdao OSC, Qinhuangdao
| Suècia | 2-1 (1-0) | Canadà |
| ------ | --------- | ------ |
|        |           |        |

 Beijing Workers' Stadium, Pequín

#### Grup F
| Equip          | J | G | E | P | GF | GC | Dif | Pts |
| -------------- | - | - | - | - | -- | -- | --- | --- |
| Brasil         | 3 | 2 | 1 | 0 | 5  | 2  | +3  | 7   |
| Alemanya       | 3 | 2 | 1 | 0 | 2  | 0  | +2  | 7   |
| Corea del Nord | 3 | 1 | 0 | 2 | 2  | 3  | -1  | 3   |
| Nigèria        | 3 | 0 | 0 | 3 | 1  | 5  | -4  | 0   |

| Alemanya | 0-0 | Brasil |
| -------- | --- | ------ |
|          |     |        |

 Shenyang Olympic Stadium, Shenyang
| Corea del Nord | 1-0 (1-0) | Nigèria |
| -------------- | --------- | ------- |
|                |           |         |

 Shenyang Olympic Stadium, Shenyang
| Nigèria | 0-1 (0-0) | Alemanya |
| ------- | --------- | -------- |
|         |           |          |

 Shenyang Olympic Stadium, Shenyang
| Brasil | 2-1 (2-0) | Corea del Nord |
| ------ | --------- | -------------- |
|        |           |                |

 Shenyang Olympic Stadium, Shenyang
| Corea del Nord | 0-1 (0-0) | Alemanya |
| -------------- | --------- | -------- |
|                |           |          |

 Tianjin Olympic Centre Stadium, Tianjin
| Nigèria | 1-3 (1-3) | Brasil |
| ------- | --------- | ------ |
|         |           |        |

 Beijing Workers' Stadium, Pequín

#### Grup G
| Equip        | J | G | E | P | GF | GC | Dif | Pts |
| ------------ | - | - | - | - | -- | -- | --- | --- |
| Estats Units | 3 | 2 | 0 | 1 | 5  | 2  | +3  | 6   |
| Noruega      | 3 | 2 | 0 | 1 | 4  | 5  | -1  | 6   |
| Japó         | 3 | 1 | 1 | 1 | 7  | 4  | +3  | 4   |
| Nova Zelanda | 3 | 0 | 1 | 2 | 2  | 7  | -5  | 1   |

| Japó | 2-2 (0-1) | Nova Zelanda |
| ---- | --------- | ------------ |
|      |           |              |

 Qinhuangdao OSC, Qinhuangdao
| Noruega | 2-0 (2-0) | Estats Units |
| ------- | --------- | ------------ |
|         |           |              |

 Qinhuangdao OSC, Qinhuangdao
| Estats Units | 1-0 (1-0) | Japó |
| ------------ | --------- | ---- |
|              |           |      |

 Qinhuangdao OSC, Qinhuangdao
| Nova Zelanda | 0-1 (0-1) | Noruega |
| ------------ | --------- | ------- |
|              |           |         |

 Qinhuangdao OSC, Qinhuangdao
| Noruega | 1-5 (1-1) | Japó |
| ------- | --------- | ---- |
|         |           |      |

 Shanghai Stadium, Shanghai
| Estats Units | 4-0 (2-0) | Nova Zelanda |
| ------------ | --------- | ------------ |
|              |           |              |

 Shenyang Olympic Stadium, Shenyang

### Fase Final
|  | Quarts de final | Quarts de final |              |      | Semifinals  | Semifinals  |  |  | Final | Final |
|  |                 |                 |              |      |             |             |  |  |       |       |
|  |                 |                 |              |      |             |             |  |  |       |       |
|  |                 |                 |              |      |             |             |  |  |       |       |
|  | Brasil          | 2               |              |      |             |             |  |  |       |       |
|  | Brasil          | 2               |              |      |             |             |  |  |       |       |
|  | Noruega         | 1               |              |      |             |             |  |  |       |       |
|  | Noruega         | 1               | Brasil       | 4    |             |             |  |  |       |       |
|  |                 |                 | Brasil       | 4    |             |             |  |  |       |       |
|  |                 | Alemanya        | 1            |      |             |             |  |  |       |       |
|  | Suècia          | Alemanya        | 1            | 0    |             |             |  |  |       |       |
|  | Suècia          |                 |              | 0    |             |             |  |  |       |       |
|  | Alemanya        | 2               |              |      |             |             |  |  |       |       |
|  | Alemanya        | 2               | Brasil       | 0    |             |             |  |  |       |       |
|  |                 |                 | Brasil       | 0    |             |             |  |  |       |       |
|  |                 | Estats Units    | 1            |      |             |             |  |  |       |       |
|  | Estats Units    | Estats Units    | 1            | 2    |             |             |  |  |       |       |
|  | Estats Units    |                 |              | 2    |             |             |  |  |       |       |
|  | Canadà          | 1               |              |      |             |             |  |  |       |       |
|  | Canadà          | 1               | Estats Units | 4    | Tercer lloc | Tercer lloc |  |  |       |       |
|  |                 |                 | Estats Units | 4    | Tercer lloc | Tercer lloc |  |  |       |       |
|  |                 | Japó            | 2            |      |             |             |  |  |       |       |
|  | R.P. de la Xina | Japó            | 2            | 0    | Alemanya    | 2           |  |  |       |       |
|  | R.P. de la Xina |                 |              | 0    | Alemanya    | 2           |  |  |       |       |
|  | Japó            | 2               |              | Japó | 0           |             |  |  |       |       |
|  | Japó            | 2               |              |      | 0           |             |  |  |       |       |
|  |                 |                 |              |      |             |             |  |  |       |       |
|  |                 |                 |              |      |             |             |  |  |       |       |